# Anna Maria I de Montpensier
Maria de Montpensier o de Borbó (Borbó-Vendôme a vegades Borbó-Montpensier) també anomenada Anna Maria I de Montpensier (1605-1627) fou duquessa de Montpensier, delfina d'Alvèrnia, marquesa de Mezières, 18a princesa sobirana de Dombes, comtessa de Forès, vescomtessa de Châtellerault i de Brosse i senyora de Beaujeu, sent coneguda com la "Senyoreta de Montpensier". Era una rica hereva i esposa de Gastó de França. Era la filla d'Enric de Montpensier i Enriqueta Catalina, duquessa de Joyeuse (el ducat de Joyeuse el va cedir el 1647 al fill que va tenir d'un segon matrimoni, Lluís de Guisa 1647-1654).
Richelieu i Lluís XIII havien decidit casar-la amb Gastó de França, germà del rei, per portar els béns i la fortuna a la família reial. No obstant això es va formar un partit al voltant de Gastó, que proclamava la seva "aversió" a aquest matrimoni arreglat, en el que participava la reina i la seva dona de confiança la duquessa de Chevreuse (super intendenta de la casa reial). Després d'una conspiració fallida (la conspiració de Chalais), Gastó es va casar amb la Mademoiselle de Montpensier (6 d'agost de 1626), i va esdevenir duc d'Orleans, però la duquessa va morir l'any següent (4 de juny de 1627), en donar a llum a una filla, Anna Maria Lluïsa d'Orleans, duquessa de Montpensier, etc., la famosa "Gran Mademoiselle" (La Gran Senyoreta), que hereta el caràcter fantàstic del seu pare i la fortuna i béns de la seva mare.